# Noël Geirnaert

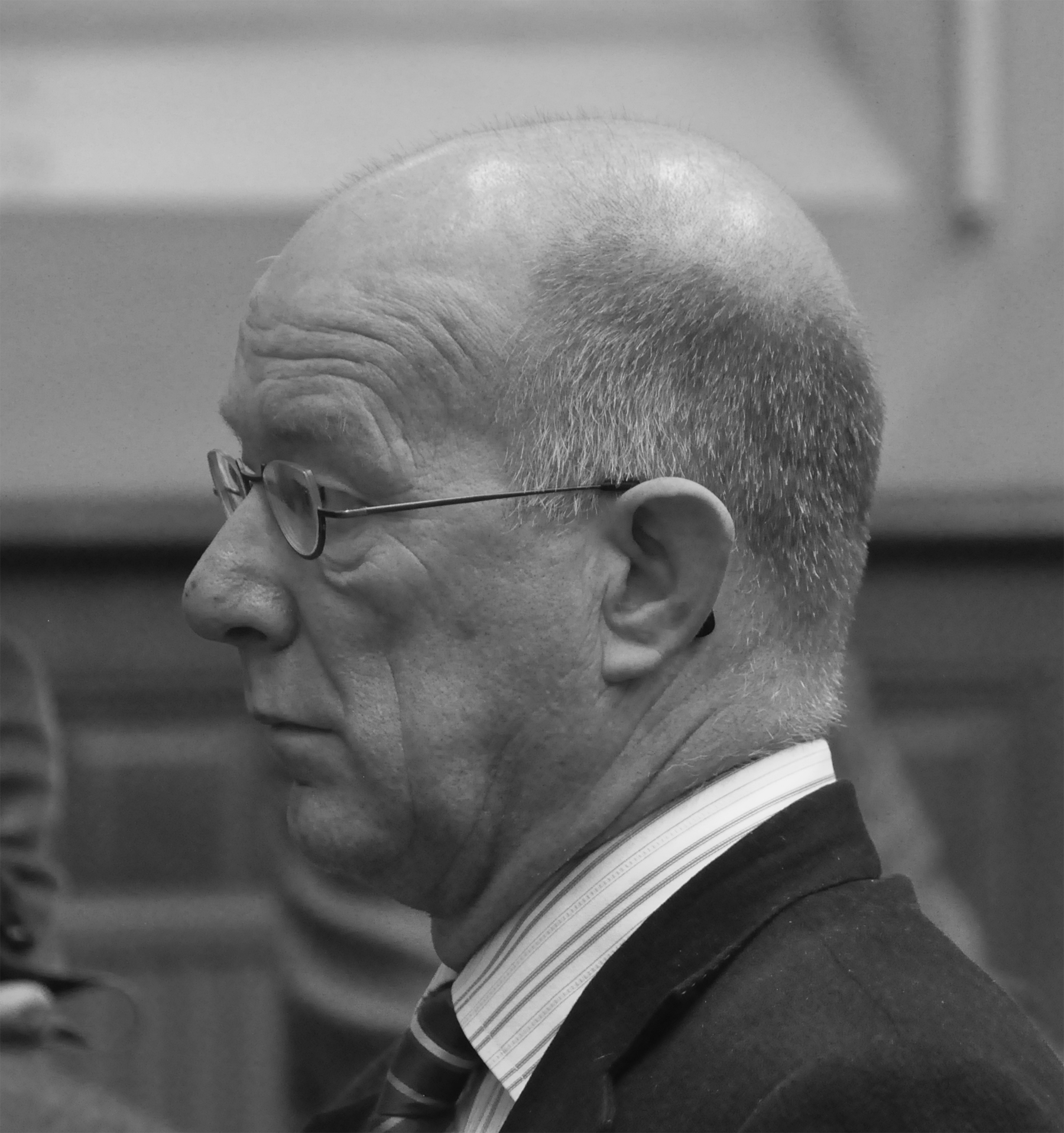
Noël Geirnaert

Noël Geirnaert (Eeklo, 25 december 1951) is een Belgisch archivaris en historicus.

## Levensloop
Geirnaert doorliep de Latijns-Griekse humaniora in het Sint-Lodewijkscollege in Brugge (retorica 1969).
Hij studeerde geschiedenis aan de Katholieke Universiteit Leuven (Middeleeuwen, Nieuwe en Nieuwste Tijd) en werd licentiaat geschiedenis in 1973, met als eindverhandeling onder de leiding van professor dr. Willem Lourdaux: De Duinheer Carolus de Visch, historiograaf van de cisterciënserorde (1596-1666), aangevuld met de aggregatie voor het hoger secundair onderwijs geschiedenis (KU Leuven, 1974) en het Diploma van het Instituut voor Middeleeuwse Studies (KU Leuven, 1974).
Hij promoveerde tot doctor in de geschiedenis (KU Leuven, 15 mei 2001) met het proefschrift: Vlaamse cisterciënzers en Europese stadscultuur. Abt Johannes Crabbe en het cultureel leven in de Duinenabdij tijdens zijn bestuur (1457-1488).
Na militaire dienst (1974-1975) werd hij leraar middelbaar onderwijs in het Vrij Technisch instituut en het Instituut Heilige Familie ('Maricolen'), beide in Brugge (1975-1977) en wetenschappelijk medewerker vakgroep Middeleeuwse Geschiedenis aan de Katholieke Universiteit Nijmegen (1977-1980).
Hij trouwde in 1979 met Leontien de Leeuw (21 oktober 1954 - 30 juli 1993), historica en lerares economie, en ze hebben drie kinderen.
In 1979 slaagde hij in het aanwervingsexamen voor het stadsarchief in Brugge, trad in dienst in 1980 en werd vast benoemd in 1981. Op 1 mei 2008 werd hij waarnemend hoofdarchivaris en vanaf 1 januari 2009 hoofdarchivaris in het stadsarchief van Brugge, in opvolging van André Vandewalle. Hij vervulde dit ambt tot 23 december 2016 en ging toen met pensioen. Hij werd opgevolgd door Jan D'hondt.

## Andere activiteiten
- In 2008 werd Noël Geirnaert bestuurslid van het Genootschap voor Geschiedenis te Brugge.
- Hij maakte deel uit van het 'Berek' van het tijdschrift Biekorf.
- Hij was eindredacteur van de driemaandelijkse nieuwsbrief Archiefleven.
- Sinds 1995 was hij actief in de Vlaamse Vereniging voor Bibliotheek, Archief & Documentatie (VVBAD), waarin hij bestuurslid was van de Sectie Archief en Hedendaags Documentbeheer, lid van de redactie van het vaktijdschrift Bibliotheek- en Archiefgids en lid van de Raad van Bestuur.
- Sinds 1984 was hij actief in de tweetalige vzw 'Archief- en Bibliotheekwezen in België'.
- Hij is bestuurslid van de heemkundige kring Sint-Guthago, die de Zwinstreek als werkterrein heeft, onder meer als hoofdredacteur en verantwoordelijke uitgever van het tijdschrift Rond de Poldertorens.

Geirnaert werd lid van de Edele Confrérie van het Heilig Bloed en voorzitter van de kerkfabriek van de Sint-Jakobskerk in Brugge.

## Publicaties
Sinds 1982 publiceerde Geirnaert een achttal inventarissen en evenveel bronnenpublicaties, vanaf 2001 ook op het internet.
Hij redigeerde verscheidene tentoonstellingscatalogi vooral op basis van archiefbestanden van het Brugse Stadsarchief. Onder meer:
- Inventaris van de doop- trouw- en begraafboeken in het stadsarchief te Brugge (1982)
- Inventaris van de handschriften in het stadsarchief te Brugge (1984)
- Het archief van de familie Adornes en de Jeruzalemstichting te Brugge, Deel I. Inventaris (1987)
- (samen met Jan D'Hondt) Inventaris van de gemeente Sint-Kruis (1990)
- Inventarissen van gemeentearchieven: Dudzele, Koolkerke en Lissewege (1992)
- Inventaris van het archief van het Sint-Lodewijkscollege (1995)

Als historicus is zijn onderzoek sinds 1974 toegespitst op de kerk- en cultuurgeschiedenis van de late middeleeuwen en de nieuwe tijd, vooral in verband met de geschiedenis van de cisterciënzerorde, van de Moderne Devotie in Brugge en in de hele Nederlanden en van het humanisme in Brugge.
Daarnaast publiceerde hij een aantal studies en vulgariserende publicaties in verband met de geschiedenis van de late middeleeuwen en van de twintigste eeuw in Brugge. Onder meer:
- Adornes en Jeruzalem, Brugge, 1983
- Het archief van de familie Adornes en de Jeruzalemstichting te Brugge, Deel II. Regesten van de oorkonden en brieven tot en met 1500, Brugge, 1989
- In memoriam Albert Schouteet, Brugge, 1991
- (samen met Leontine De Leeuw) Een fragment van een onbekende zettingslijst van een verplichte lening te Brugge uit 1296 (1989)
- (samen met anderen) Fifteenth-century Flemish manuscripts in Cambridge collections, Cambridge, 1992
- Natuurlijk hebben bronnenpublicaties zin! (1996)
- (samen met Ludo Vandamme) Brugge, een verhaal van 2000 jaar, Brugge, 1996
- Portret & Document, Brugge, 2005
- Op zoek naar Egidius. Het laatmiddeleeuwse Brugge in het Gruuthusehandschrift, in: Frank WILLAERT (red.), Het Gruuthusehandschrift in woord en klank. Nieuwe inzichten, nieuwe vragen, 2010, Leuven.
- De afkomst van de Brugse bisschop Servatius de Quinckere (1569-1639), in: Handelingen van het genoorschap voor geschiedenis te Brugge, 2012.
- Van (informeel?) gezelschap naar rederijkersgilde: de continuïteit tussen dichters van het zogenaamde ‘Gruuthusehandschrift’ en de rederijkers van de Heilige Geest, 2013.
- Een korte reflectie na 35 jaar dienst in het stadsarchief, in: Archiefleven, Brugge, april 2015.
- Voorlopig afscheid, in: Archiefleven, Brugge, oktober 2016.
- Bedenkingen uit het stadsarchief van Brugge, Brugge, Levend archief, 2017.